# Северохальмахерские народы
Северохальмахерские народы — группа народов на востоке Индонезии. Населяют север о. Хальмахера и о-ва Моротай, Тернате, Тидоре, Макиан. Численность — 237 тыс. чел. Верующие в большинстве — мусульмане-сунниты, но есть и христиане.
Языки — северохальмахерские, входят в западнопапуасскую семью. Несмотря на языковое родство с папуасами, эти народы по облику не отличаются от соседних австронезийскоговорящих народов. В древности они были вовлечены в систему международной торговли, связывающей Средиземноморье с Юго-Восточной Азией. Здесь были торговые центры, и формировались т. н. торговые народы, разнородные, перенявшие от местного, более древнего населения северохальмахерские языки.

## Этнический состав
Основные народы — вайоли, галела, исам, кау, лода, макиан-луар, моделе, саху, табару, тернатцы, тидорцы, тоболо, топутил, и др.

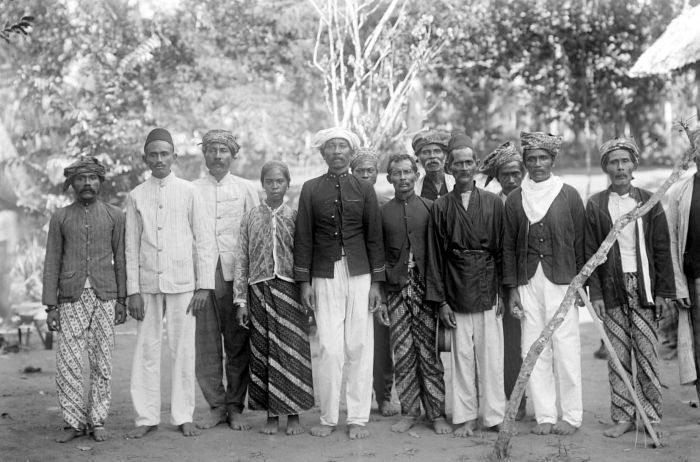
Мужчины народа Галела

## Хозяйство
Основные занятия — производство товарных культур, в первую очередь — копры, у тидорцев, тернатцев, макиан-луар.
У других (тобело, галела, ибу, лода, саху) преобладает ручное земледелие, выращивание корнеплодов и клубнеплодов (то есть ямса, таро и др.), бананов, и в меньшей степени риса и проса. Тогутии сочетают добывание саго, охоту и собирательство.

## Социальная структура
Социальная структура разнообразна, от развитого классового общества до локальных групп собирателей. Основа социальной организации — сельская община у большинства.